# 侯希逸
侯希逸（720年—781年），高句麗营州（在今辽宁省朝阳市）人，唐朝另一著名将领李懷玉（李正己）的表兄。

## 簡介
希逸自幼習武，長七尺，勇猛有力，原為安祿山部將，天宝十四年（755年），安史之亂爆發，侯希逸當時是平盧節度使徐歸道的裨將，不願反叛唐朝，遂與安東都護王玄志襲殺徐歸道，歸順朝廷。
乾元元年（758年），平盧節度使王玄志病死，王玄志之子代立，李懷玉殺玄志之子，立侯希逸為節度使，朝廷委曲求全，勉強同意。侯希逸見平盧難守，且行且戰，集结在山东，攻陷青州。寶應元年（762年）五月，以功封平盧、淄青二鎮節度使，統領青、淄（治今山東淄川）、齊（治今山東濟南市）、沂（治山東臨沂）、密（治今山東諸城）、海（治今江蘇連雲港西南海州区）之州，有治蹟。
唐代宗大曆十一年九月，任檢校尚書右僕射、上柱國，受封淮陽郡王。遂漸驕恣，怠於政事，晚年好佛，大建佛寺，軍民苦之。
永泰元年（765年），侯希逸外出打獵，與巫師夜宿於城外，軍士乘機發動兵變，推舉兵馬使李懷玉為帥，希逸只好奔歸長安，唐朝任命李怀玉为平卢、淄青节度使。
建中二年（781年），迁司空，未及正式拜官，侯希逸病死。

## 評價
《新唐書·侯希逸傳》记载“（平卢军）与贼确，数有功。然孤军无援，又为奚侵掠，乃拔其军二万，浮海入青州据之，平卢遂陷。肃宗因以希逸为平卢、淄青节度使。”安史之乱后，平卢军军力严重受损，使其无法在营州地区立足，从而南迁入今天的山东境内。进入山东后，李正己与侯希逸重视农业，法制的建设，得到了迅速的发展。《新唐书》记载：“希逸初领淄青，甚著声称，理兵务农，远近美之。”“正己用刑严峻，所在不敢偶语；然法令齐一，赋均而轻，拥兵十万，雄据东方。”

## 延伸阅读
[在维基数据编辑]
 《舊唐書·卷124》，出自刘昫《舊唐書》
 《新唐書/卷144》，出自《新唐書》